# Arcucornus orientalis
Arcucornus orientalis är en skalbaggsart som beskrevs av Scambler 1997. Arcucornus orientalis ingår i släktet Arcucornus och familjen långhorningar. Inga underarter finns listade i Catalogue of Life.